# Аїлтон Сезар Жуніор Алвес да Сілва
Аїлтон Сезар Жуніор Алвес да Сілва (порт. Ailton Cesar Junior Alves da Silva), більш відомий як Аїлтон Канела (порт. Ailton Canela, нар. 18 листопада 1994, Матан — пом. 28 листопада 2016, Ла-Уніон) — бразильський футболіст, що грав на позиції нападника. Загинув в авіакатастрофі Avro RJ85 над Колумбією.

## Ігрова кар'єра
Аїлтон Канела народився в місті Матан, штат Сан-Паулу. Він є випускником футбольної школи «Інтернасьйонала» з Бебедору, у складі якого почав грати у футбол на дорослому рівні в 2012 році в третьому дивізіоні Ліги Паулісти. До 2014 року виступав за невеликі напівпрофесійні команди — «Віторія Капишабу», «Монті-Азул» і «Олімпію» з однойменного міста в штаті Сан-Паулу. У 2015 році став гравцем основи в «Монті-Азулі», завдяки чому привернув до себе увагу «Ботафогу Сан-Паулу» з Рібейран-Прету, у складі якого в тому ж році Канела став чемпіоном Бразилії в Серії D.
В середині 2016 року 21-річного нападника придбав клуб Серії A «Шапекоенсе», у складі якого Канела дебютував на найвищому рівні 5 серпня в грі чемпіонату Бразилії проти «Палмейраса» (1:1). На полі Аїлтон з'являвся нечасто, зігравши за «Шапе» до кінця листопада чотири матчі в Серії A (останню гру провів також проти «Палмейраса»), а також дві гри у розіграші Південноамериканського кубка — проти "Куяби та аргентинського «Індепендьєнте». У підсумку «Шапекоенсе» дійшов до першого в історії клубу фіналу міжнародного турніру.
28 листопада 2016 року Аїлтон Канела загинув у авіакатастрофі під Медельїном разом з ще 18 гравцями клубу і тренерським штабом клубу в повному складі, який летів на перший фінальний матч ПАК-2016 із «Атлетіко Насьйоналем».

## Титули та досягнення
- Чемпіон Серії D Бразилії (1): 2015
- Володар Південноамериканського кубка (1): 2016 (посмертно, на прохання суперників[7])